# Lama (buddismo)

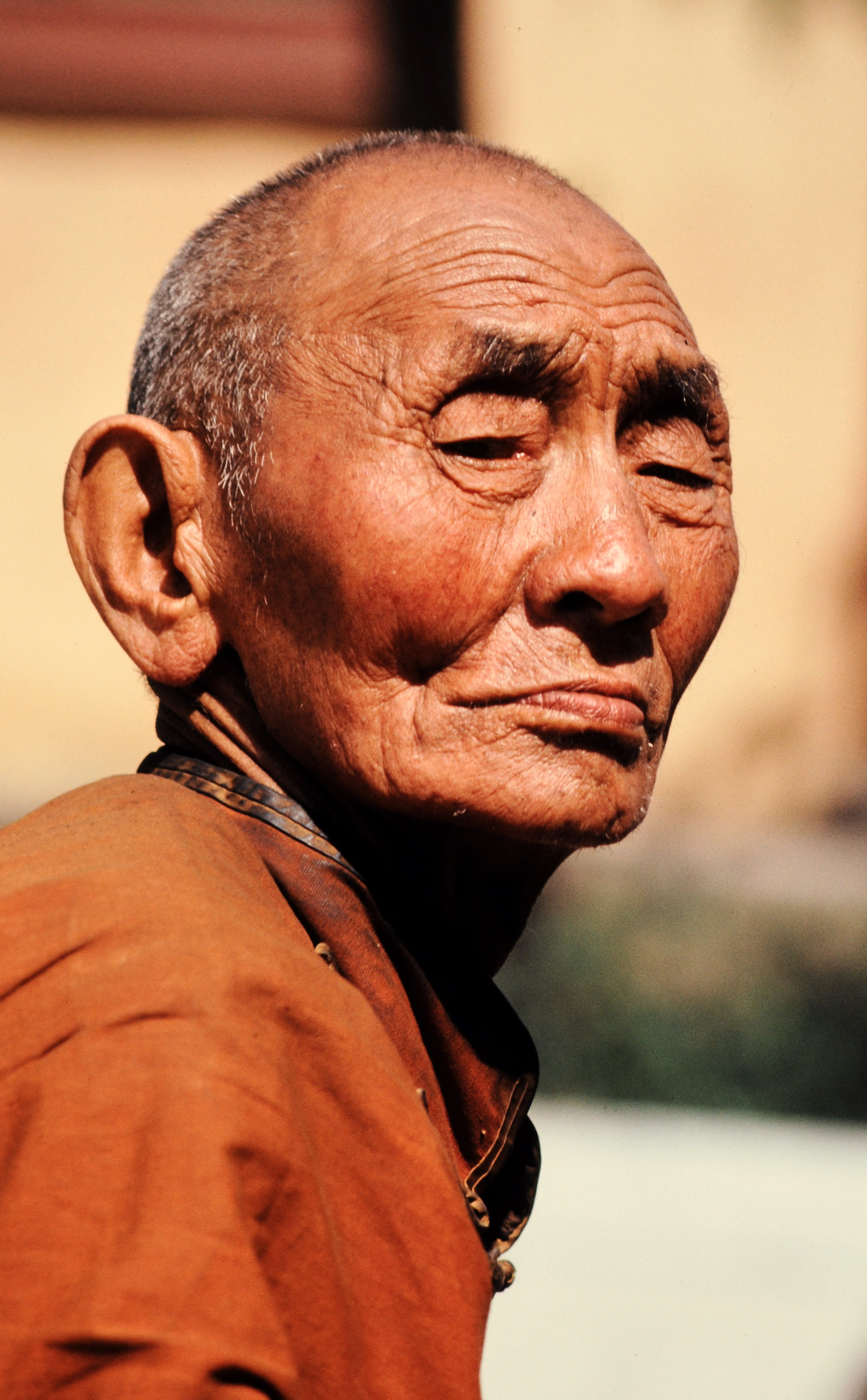
Un lama residente al Monastero di Gandan di Ulan Bator, Mongolia

Lama (bla-ma in tibetano) è un titolo del buddismo tibetano.

## Descrizione
Il termine lama, che in tibetano significa Essere con qualità straordinarie, indica il maestro di Dharma. Il titolo, tradotto dal termine sanscrito guru, viene attribuito a un monaco che abbia conseguito tre anni, tre mesi e tre giorni di ritiro in solitudine, solitamente in eremo di montagna, o a un praticante laico di tantra avanzato con lo scopo di designarne l'alto livello di realizzazione spirituale, sufficiente a conferirgli l'autorità di insegnare.
In Tibet, molti lama vengono riconosciuti da piccoli come tulku, cioè reincarnazioni di altri lama vissuti prima di loro, e conseguentemente vengono subito condotti in monastero per avviare un'approfondita educazione religiosa.
Il titolo di lama è riconosciuto anche nel buddismo mongolo, dal momento che la scuola buddhista più diffusa in Mongolia è quella tibetana, oltre che in Nepal e Bhutan, Paesi dove la teocrazia di Lhasa ha sempre esercitato una certa autorità.

## Il lamaismo
Tanto in Tibet quanto in Mongolia, nel Seicento i lama acquisirono un notevole peso politico, affiancandosi alle rispettive aristocrazie nel governo e nelle questioni economiche, instaurando la teocrazia, che nel corso del tempo venne chiamata «lamaismo». Da quel momento le comunità monastiche vantarono la proprietà di vasti possedimenti fondiari e il diritto sulla servitù della gleba, oltre che ampi privilegi nella suddivisione delle tasse imposte ai ceti inferiori.
Il braccio armato del sistema lamaista tibetano in particolare era costituito dai Dob Dob, la cosiddetta «polizia monastica», un ordine di monaci rozzi, addestrati a combattere come soldati e assai temuti da tutti i tibetani. Si calcola che nel XX secolo i lama tibetani, tra reincarnati e non, fossero più di mille.
Il lamaismo terminò soltanto nel XX secolo. In Mongolia decadde nel 1924, alla morte di Bogd Khan, VIII Jebtsundamba Khutuktu, evento a cui seguì la proclamazione della Repubblica Popolare Mongola, sorretta dall'Unione Sovietica. In Tibet, invece, venne a mancare nel 1959, quando Tenzin Gyatso, XIV Dalai Lama, scappò in India per ottenere il sostegno internazionale contro la Cina, che aveva invaso il suo Paese nel 1950.